# Samsons-Lion
Samsons-Lion ist eine französische Gemeinde mit 95 Einwohnern (Stand 1. Januar 2022) im Département Pyrénées-Atlantiques in der Region Nouvelle-Aquitaine (vor 2016: Aquitanien). Die Gemeinde gehört zum Arrondissement Pau und zum Kanton Terres des Luys et Coteaux du Vic-Bilh (bis 2015: Kanton Lembeye).
Der Name in der gascognischen Sprache lautet ebenfalls Samsons-Lion.
Der erste Teil des Namens leitet sich von dem gascognischen Namen Sans oder Sanz ab, der zweite Teil vermutlich aus dem lateinischen Vornamen Olius. Die Bewohner werden Samsonnais und Samsonnaises oder Lionsois und Lionsoises genannt.

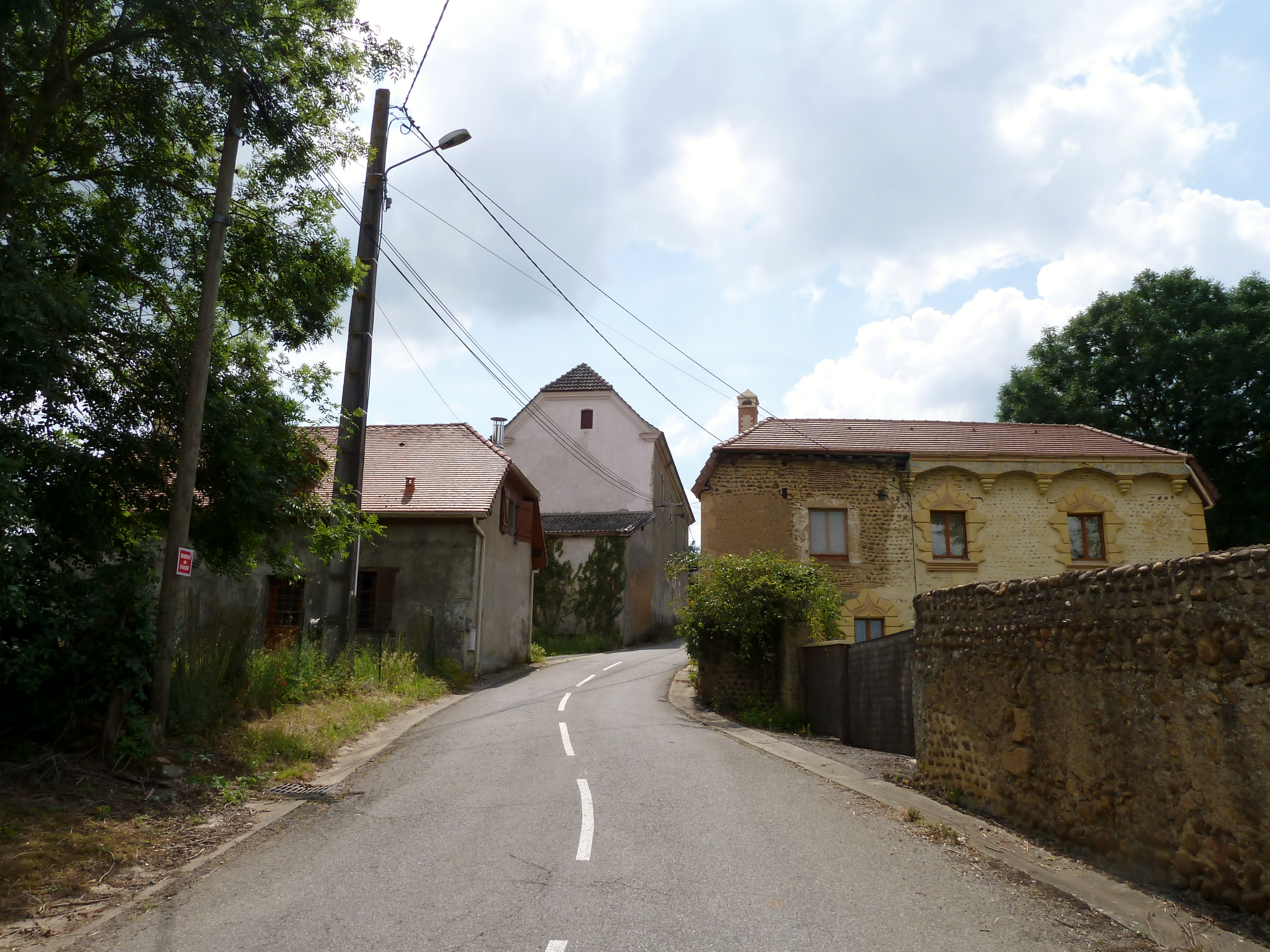
Straße in Samsons-Lion

## Geographie
Samsons-Lion liegt ca. 35 km nordöstlich von Pau in der Region Vic-Bilh der historischen Provinz Béarn am nordöstlichen Rand des Départements.
Umgeben wird Samsons-Lion von den Nachbargemeinden:
| Simacourbe                 |                                             | Lembeye          |
| Maspie-Lalonquère-Juillacq | Kompassrose, die auf Nachbargemeinden zeigt |                  |
|                            | Anoye                                       | Peyrelongue-Abos |

Samsons-Lion liegt im Einzugsgebiet des Flusses Adour. Der Petit Lées, ein Nebenfluss des Lées, durchquert das Gebiet der Gemeinde zusammen mit seinem Nebenfluss, dem Ruisseau de Sourville, der in Samsons-Lion entspringt.

## Geschichte
Samsons-Lion ist vermutlich seit dem 11. Jahrhundert besiedelt. In dieser Zeit wird eine befestigte Anlage und die Lage an einem der Nebenwege nach Santiago de Compostela erwähnt. Bei der Volkszählung des Béarn im Jahre 1385 wurden in Samsons 18, in Lion gerade einmal vier Haushalte gezählt, und beide Dörfer gehörten zur Bailliage von Lembeye. Samsons unterstand der Komturei des Malteserordens von Caubin und Morlaàs, Lion gehörte zum Bezirk von Anoye. Ein zweites Schloss, das am Ende des 16. Jahrhunderts in Samsons errichtet wurde, galt als das schönste im ganzen Béarn. Heute sind von ihm nur noch Fundamente übrig geblieben. Zu Beginn des 17. Jahrhunderts wird in Samsons ein Laienkloster in den Aufzeichnungen erwähnt. Es gehörte Jean-Marc de Miossens, Graf von Sadiracq. Die Grundherrschaft war lange Zeit in den Händen der berühmten Béarner Familie Miossens, die sie in ein Baronat erhob, das dem Vicomte von Béarn unterstand. Es umfasste neben Samsons Bétracq, Crouseilles, Haget, Langassous, Lapèdes und Lasserre. 1831 wurde Lion mit Samsons zur Gemeinde Samsons-Lion vereinigt.
Toponyme und Erwähnungen von Samsons waren:
- Sanzos (12. Jahrhundert, laut Pierre de Marcas Buch Histoire de Béarn, S. 450),
- Samssos und Sansoo (1385 bzw. 1402, Volkszählung im Béarn),
- Sansoos (1442, Verträge von Carresse, Blatt 234),
- Sanssoos (1492, Verträge von Pau),
- Sansons (1750, Karte von Cassini),
- Samsous (1793, Notice Communale) und
- Samsons (1801, Bulletin des Lois).[4][5][6]

Toponyme und Erwähnungen von Lion waren:
- Le Leon (13. Jahrhundert, fors de Béarn, Manuskript aus dem 14. Jahrhundert),
- Aulioo (1385, Volkszählung im Béarn),
- Lo Lioo und Lo Lion (1544 bzw. 1546, réformation de Béarn, Manuskriptsammlung des 16. bis 18. Jahrhunderts),
- Lion (1750, Karte von Cassini),
- Le Lyon (1778 und 1793, Zählung in Anoye bzw. Notice Communale) und
- Lion (1801, Bulletin des Lois).[4][5][7]

### Einwohnerentwicklung
Die Gemeinde erreichte einen Höchststand ihrer Größe mit rund 335 Einwohnern in der ersten Hälfte des 19. Jahrhunderts. In der Folge reduzierte sich die Einwohnerzahl bei kurzen Erholungsphasen bis zu den 1970er Jahren auf rund 50. Anschließend setzte eine moderate Wachstumsphase ein, die bis heute andauert.
| Jahr      | 1962 | 1968 | 1975 | 1982 | 1990 | 1999 | 2006 | 2009 | 2022 |
| --------- | ---- | ---- | ---- | ---- | ---- | ---- | ---- | ---- | ---- |
| Einwohner | 83   | 69   | 53   | 54   | 64   | 75   | 71   | 74   | 95   |

## Sehenswürdigkeiten
- Pfarrkirche von Samsons, gewidmet dem Apostel Bartholomäus. Sie ist vermutlich im 12. Jahrhundert errichtet worden und wurde in der zweiten Hälfte des 17. Jahrhunderts restauriert. Das Langhaus wurde vor 1869 durch ein Seitenschiff erweitert, das Mittelschiff wurde gleichzeitig restauriert, wenn nicht neu gebaut. Der Glockenturm über dem Eingangsvorbau wurde zwischen 1869 und 1871 neu errichtet. Viele Ausstattungsgegenstände der Kirche stammen aus dem 17. bis 19. Jahrhundert und sind als nationale Kulturgüter registriert.[9]

- Pfarrkirche in Lion, gewidmet Maria Magdalena. Sie ist im 12. Jahrhundert gebaut worden und offenbar von den Auswirkungen der Hugenottenkriege verschont geblieben, denn zahlreiche Elemente der romanischen Stilepoche sind erhalten geblieben. Dies trifft beispielsweise auf das romanische Eingangsportal an der Südseite zu. In seinen Gewänden sind Archivolten mit vier Reihen von Rollenstäben ausgearbeitet. Das Tympanon zeigt ein rundes Christusmonogramm, das mit einem Perlstab umrandet ist. Im Kircheninneren, in der Nähe des Eingangs, dient ein romanisches Blattkapitell als Sockel für ein Weihwasserbecken aus Stein, das vermutlich aus dem 12. Jahrhundert datiert. Im 16. und im 18. Jahrhundert wurde die Kirche umgestaltet, am Ende des 20. Jahrhunderts restauriert. Das einschiffige Langhaus wird nach Westen durch einen Glockengiebel abgeschlossen. Viele weitere Ausstattungsgegenstände der Kirche stammen aus dem 17. bis 19. Jahrhundert und sind als nationale Kulturgüter registriert.[10][11]

- Ehemaliges Laienkloster von Lion. Es wurde allem Anschein nach im 16. Jahrhundert neben der Kirche errichtet. Das Gebäude gehört heute zu einem größeren Bauernhof. Es besitzt zwei Stockwerke und ein Dachgeschoss. Die Jahreszahl „1818“ ist über dem Eingang des Wohntrakts eingraviert und zeigt möglicherweise das Jahr eines Neubaus oder größeren Umgestaltung an. Einzig ein kleines Fenster mit einem Sturz in Form eines gezahnten Kielbogens attestiert die Datierung des ursprünglichen Gebäudes auf das 16. Jahrhundert.[12][13]

- Schlossruine von Samsons. Die Grundherren von Samsons wurden seit dem 11. Jahrhundert erwähnt. Sie wohnten zunächst auf einer mittelalterlichen Burg. Das Schloss wurde am Ende des 16. bis zum Beginn des 17. Jahrhunderts an derselben Stelle errichtet. Es war ein Gebäude auf quadratischem Grundriss mit Schiefer gedeckten Türmen an allen vier Ecken. Das Schloss war im Besitz der Familie Miossens-Samsons vom 15. bis zum Beginn des 18. Jahrhunderts, als es über eine Heirat in die Hände der Familie Lons überging. Frau d’Ines kaufte es im Jahre 1759, die Familie Lons kaufte es 1775 zurück. Sie behielt das Schloss bis zur Französischen Revolution, als es 1794 verkauft wurde. Zwischen 1762 und 1775 fanden mehrere Instandsetzungen statt. 1771 musste eines der Türme nach einem Einsturz neu gebaut werden. Das Kataster beschreibt das Schloss im Jahre 1829 als Ruine. Die Türme wurden 1886 abgerissen, und heute sind von dem Schloss nur noch Reste zu sehen.[14][15]

## Wirtschaft und Infrastruktur
Die Landwirtschaft ist traditionell der wichtigste Wirtschaftsfaktor der Gemeinde.

### Verkehr
Samsons-Lion ist erreichbar über die Routes départementales 295 und 943, der ehemaligen Route nationale 643.